# Hrabstwo Lake (Indiana)

Piramida wieku ludności hrabstwa

Hrabstwo Lake (ang. Lake County) – hrabstwo w stanie Indiana w Stanach Zjednoczonych.

## Geografia
Według spisu z 2010 roku obszar całkowity hrabstwa obejmuje powierzchnię 626,56 mili kwadratowej (1622,78 km²), z czego 498,96 mili kwadratowej (1292,3 km²) stanowią lądy, a 127,60 mili kwadratowej (330,48 km²) wody. Według szacunków United States Census Bureau w roku 2012 miało 493 618 mieszkańców. Jego siedzibą administracyjną jest Crown Point.

### Miasta
- Cedar Lake
- Crown Point
- Dyer
- East Chicago
- Gary
- Griffith
- Highland
- Hammond
- Hobart
- Lowell
- Lake Station
- Merrillville
- Munster
- New Chicago
- Schererville
- Schneider
- St. John
- Winfield
- Whiting

### CDP
- Lake Dalecarlia
- Lakes of the Four Seasons
- Shelby